# Taumaturgia

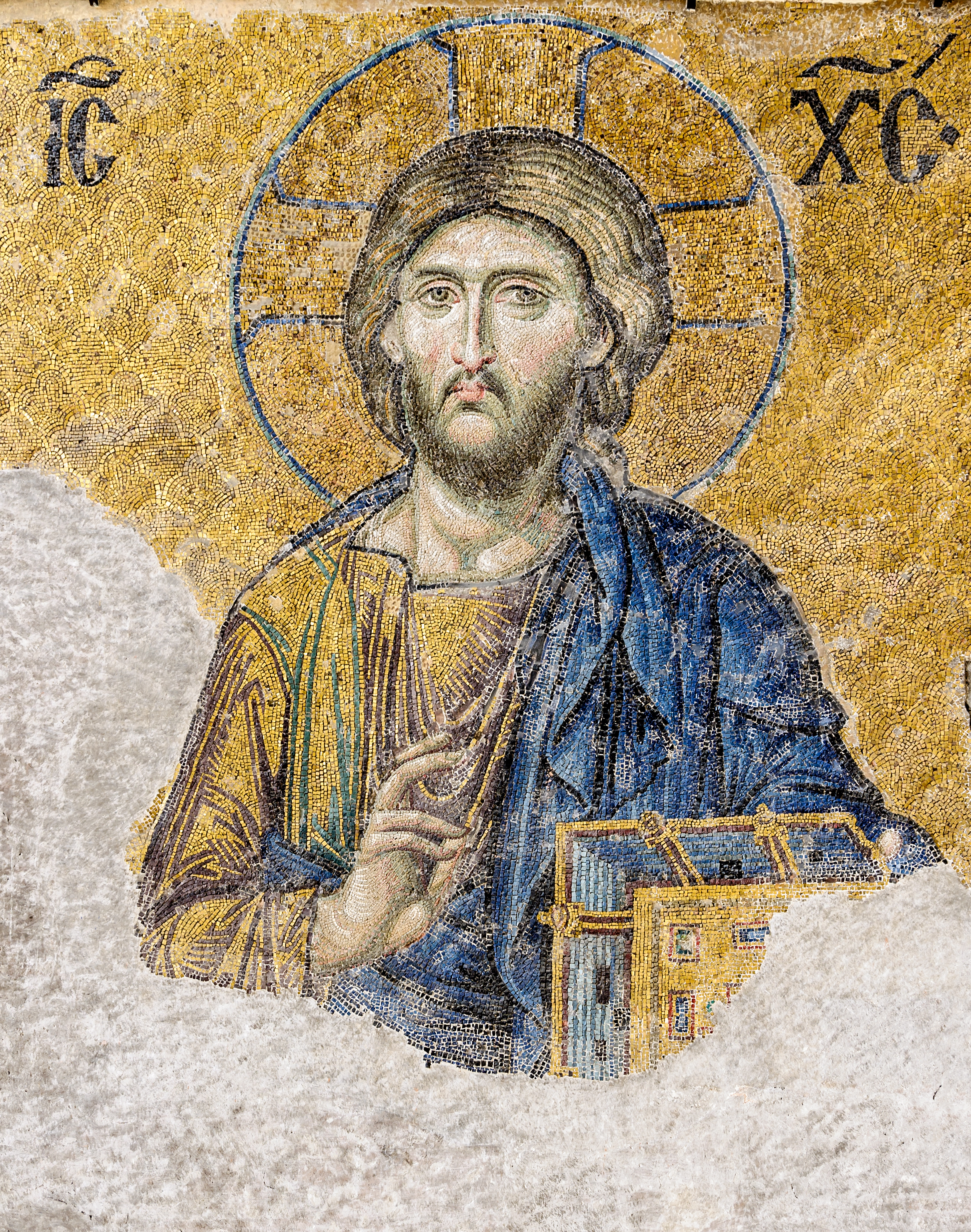
Mosaico de la Representación de Jesús

Taumaturgia (de las palabras griegas θαῦμα ‘milagro’ ‘maravilla’ y ἔργον ‘trabajo’) es la capacidad y la actitud de realizar prodigios, fenómenos considerados sobrenaturales o más allá de las capacidades humanas, por parte de un agente al que se considera extraordinario, como un mago o un santo, o incluso un rey (toque real). También se atribuyen cualidades taumatúrgicas a objetos, como las reliquias.
La intervención divina (milagros) o demoníaca suele ser la interpretación cristiana de los fenómenos vistos como taumatúrgicos, que en sus inicios en el cristianismo primitivo derivaba del sincretismo religioso helenístico. En el islam se denomina Tay al-Ard (literalmente ‘colgado sobre la tierra’) al santo que se teletransporta milagrosamente, o más bien «que se mueve por la Tierra antes de desplazarse sobre sus pies». En la tradición hermética y mística de la cábala se considera la existencia de magos con poder taumatúrgico para realizar cambios sutiles en los altos reinos, con consecuencias en el plano físico; por ejemplo, si realiza cambios en el mundo de la formación (Olam Yetzirah) hay cambios en el mundo de la acción (Olam Assiah).